# 道奇堡
道奇堡（Fort Dodge）是美国艾奥瓦州韦伯斯特县得梅因河沿岸的城市，是韦伯斯特县的县城。2010年人口普查中的人口为25,206人，多于2000年人口普查的25,136人。道奇堡是北中部和西北爱荷华州的主要商业中心。169号和20号美国国道经过境内。